# لانكاستر غيت (محطة مترو أنفاق لندن)
لانكاستر غيت (بالإنجليزية: Lancaster Gate)‏ هي إحدى محطات مترو أنفاق لندن. تقع على خط سينترال أفتتحت في المنطقة (Zone) رقم 1 أفتتحت في 30 يوليو 1900.

## معرض صور

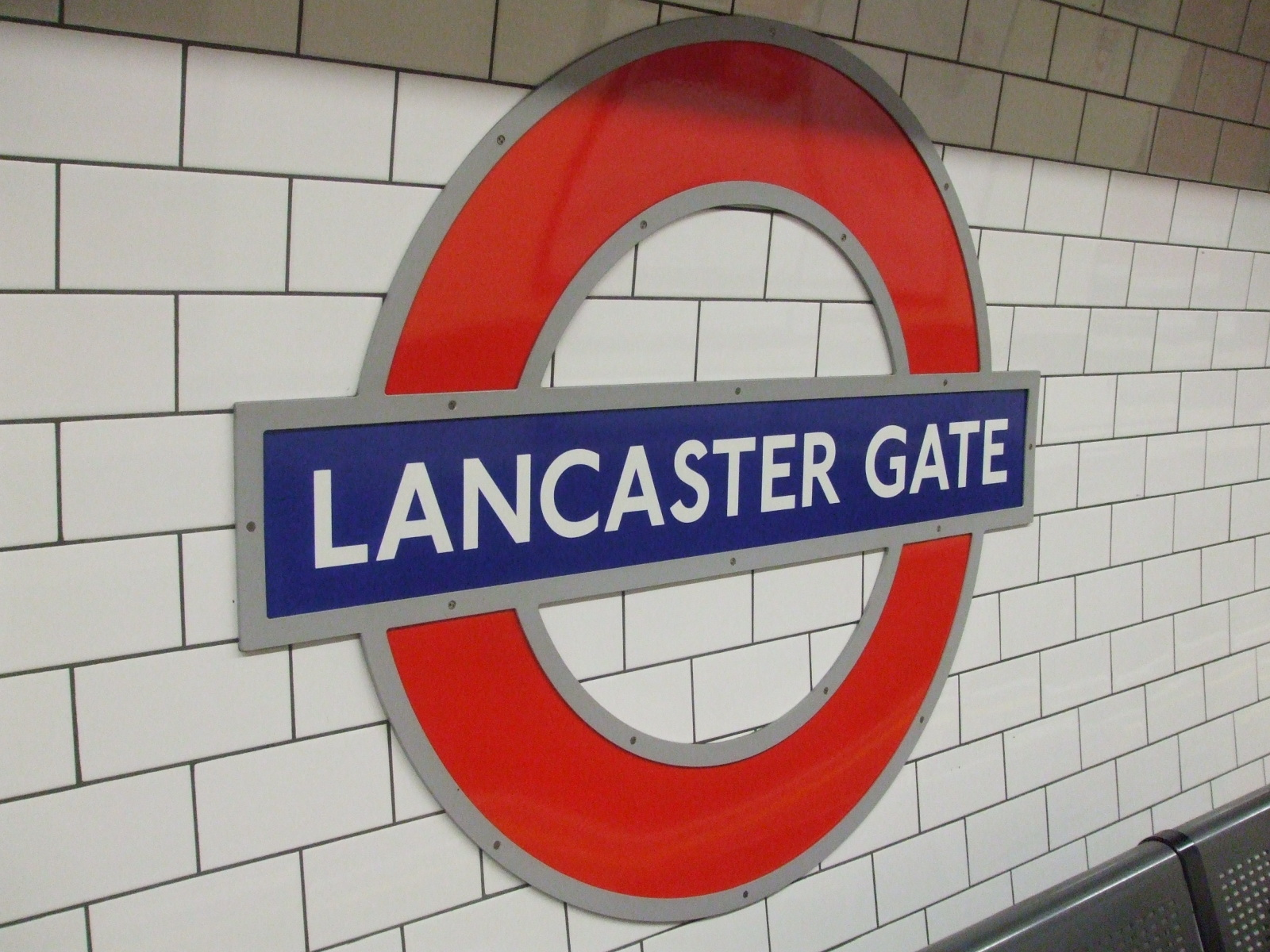
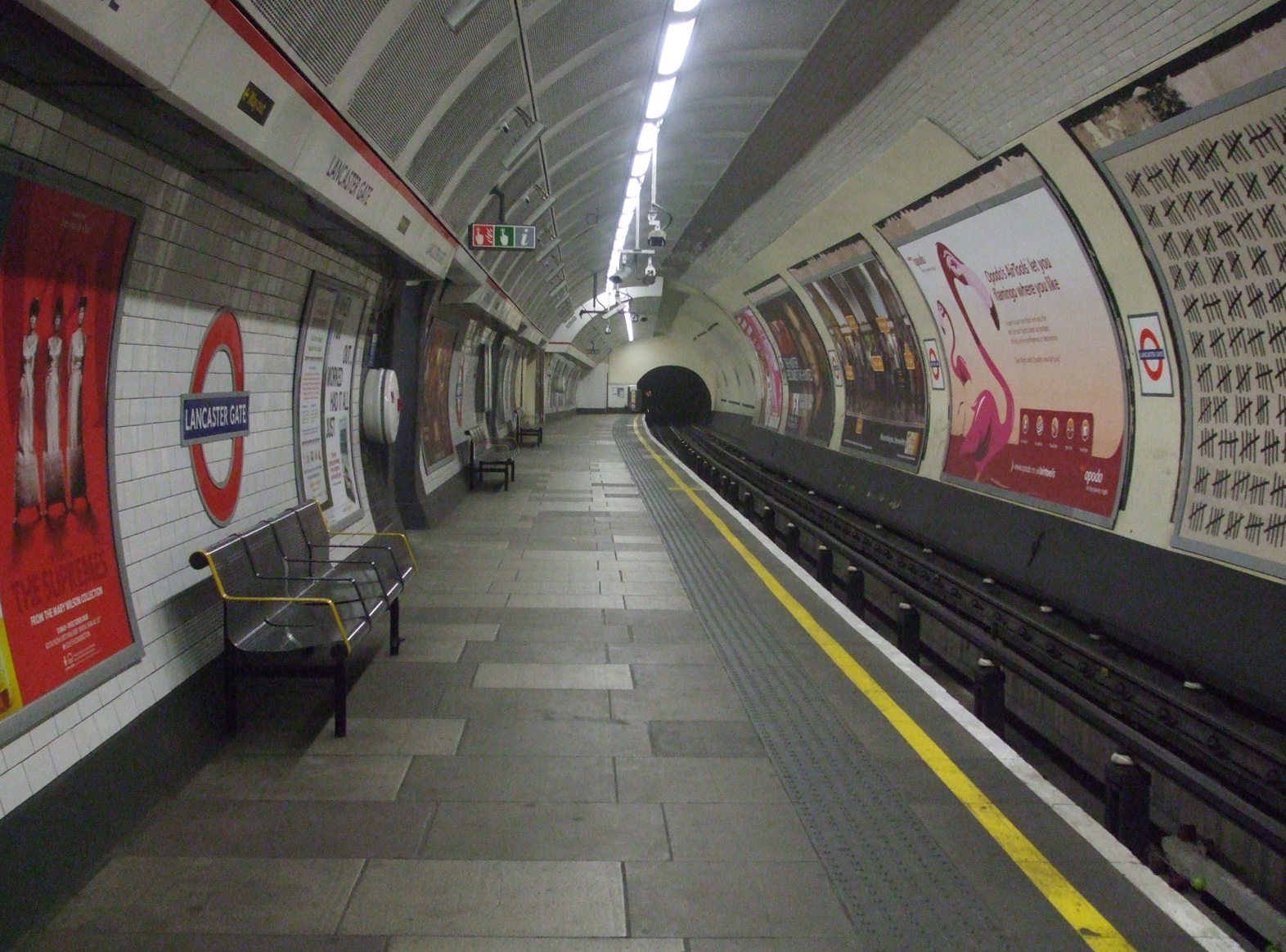
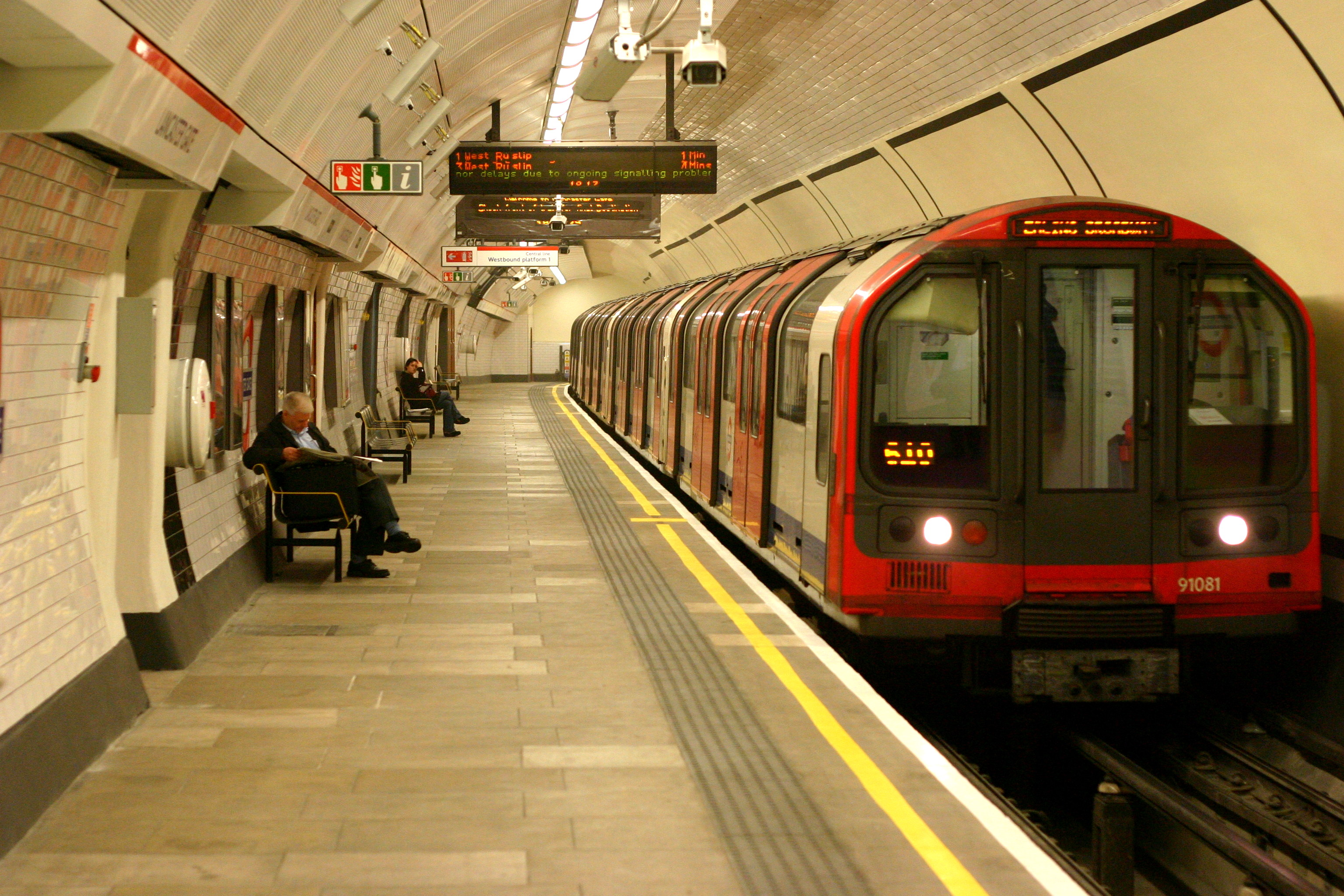
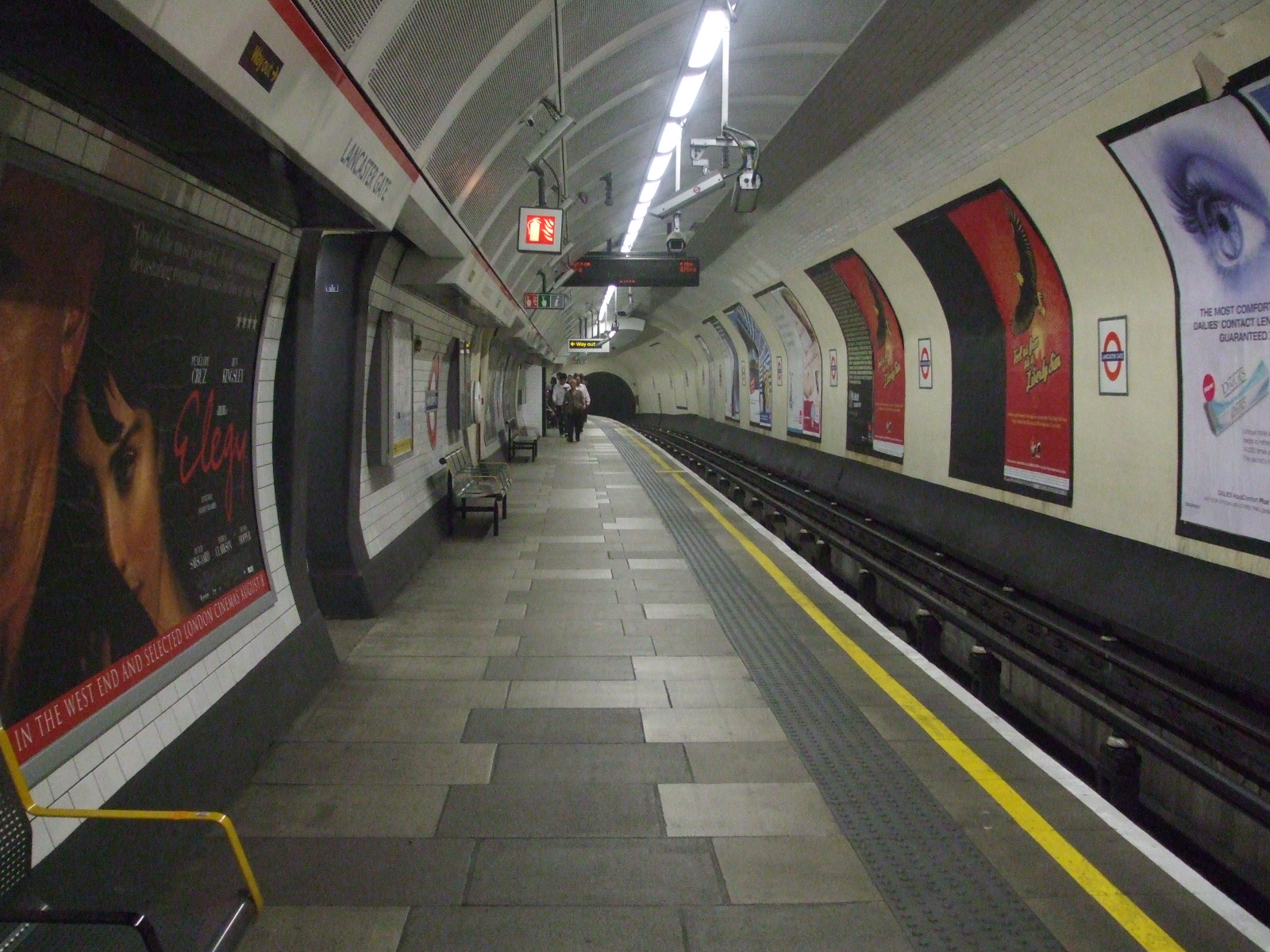